# Province d'Amnat Charoen
Amnat Charoen (en thaï : อำนาจเจริญ) est une province (changwat) de Thaïlande.
Située dans le nord-est du pays et frontalière du Laos, elle a été fondée en 1993 par séparation de la province d'Ubon Ratchathani. Sa capitale est la ville d'Amnat Charoen.

## Subdivisions

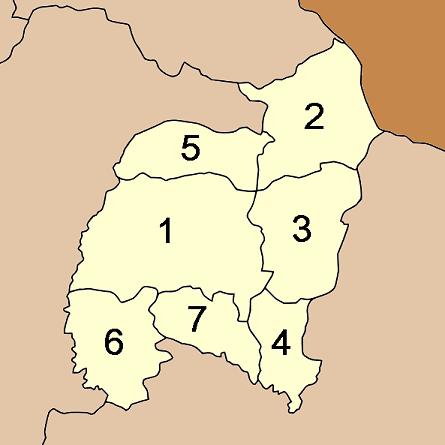
Carte des amphoe de la province d'Amnat Charoen.

Amnat Charoen est subdivisée en 7 districts (amphoe) : Ces districts sont eux-mêmes subdivisés en 56 sous-districts (tambon) et 653 villages (muban).

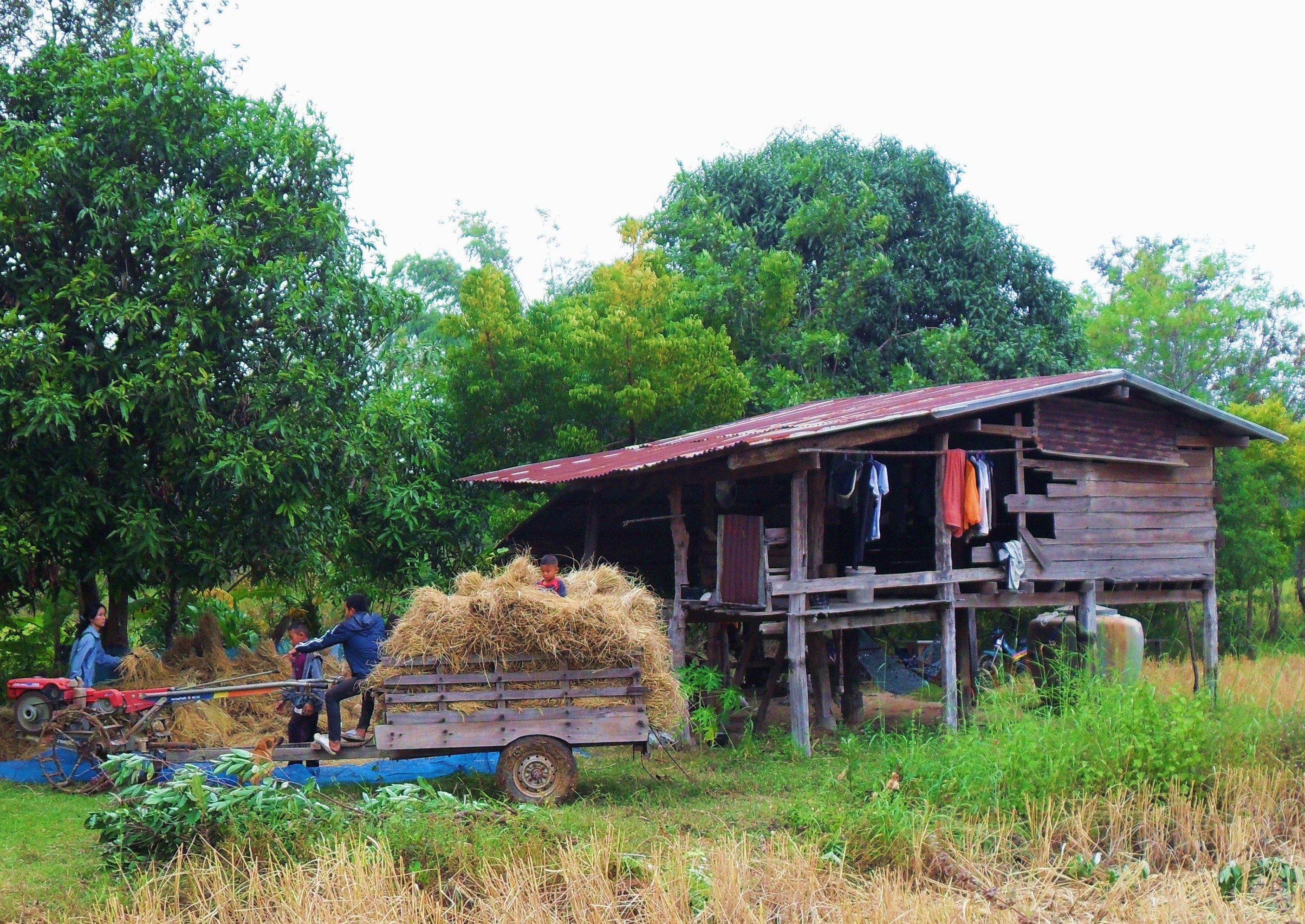
Ferme dans les rizières.

Culture du riz
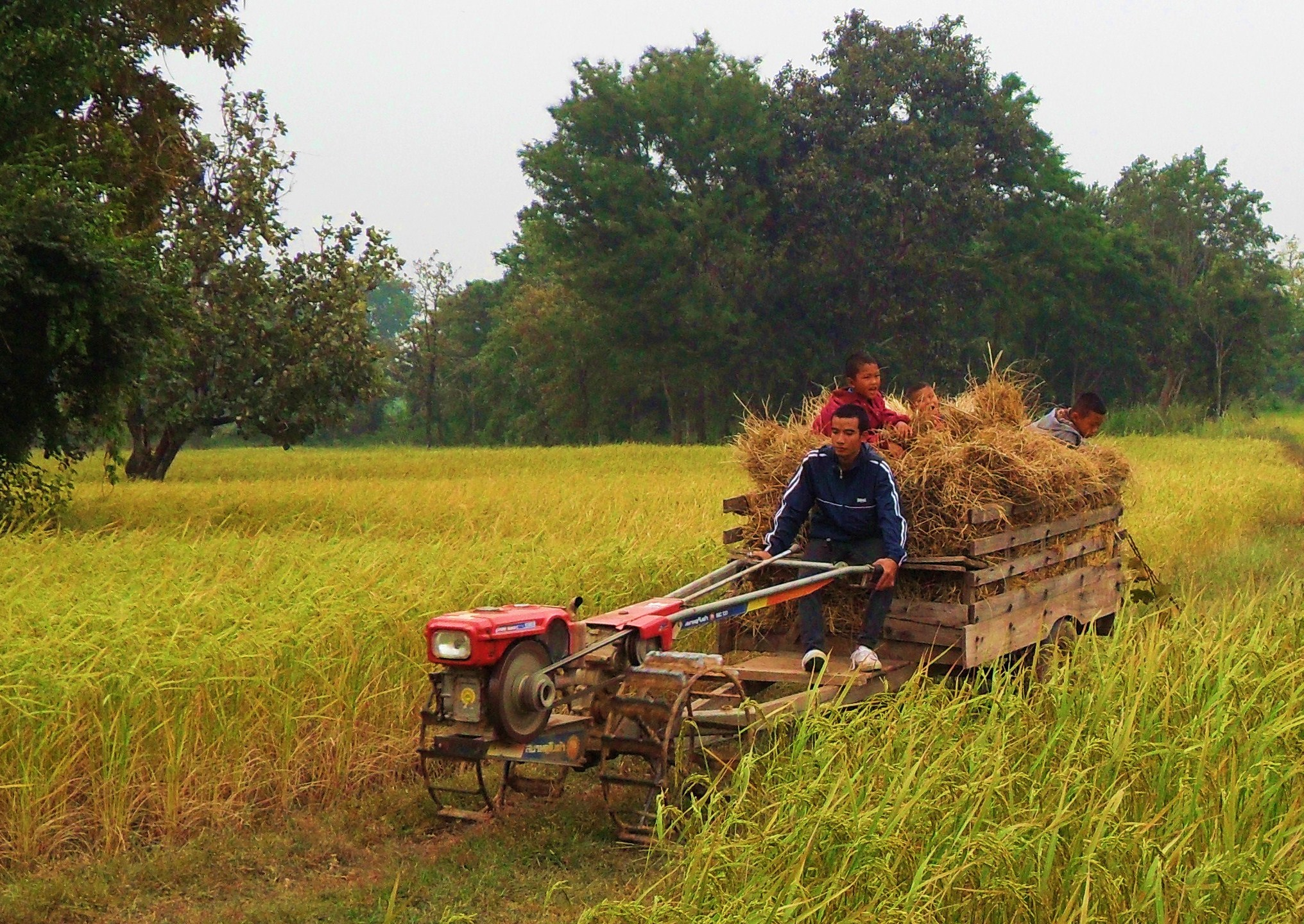
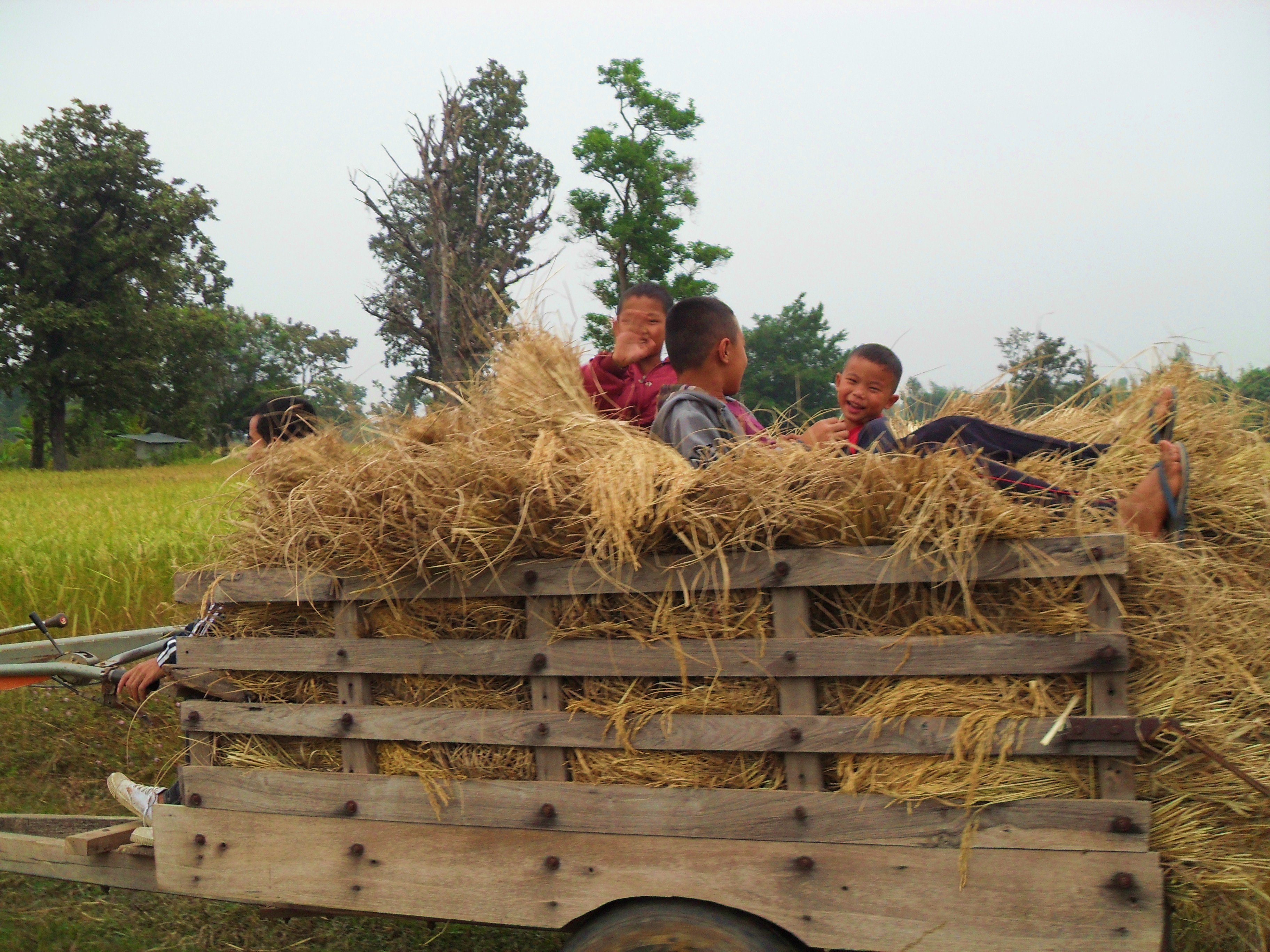